# Союз 7К-ТМ
Союз 7K-ТМ е вариант на космическия кораб „Союз“, специално предназначен за първия по рода си международен полет в космическото пространство Аполо-Союз (програма „ЕПАС“).

## Дизайн
За основа на Союз 7K-TМ служи „Союз 7K-Т“ (индексът М означава модифициран) и получава индекс 11F615A12. Основният проблем, с който се сблъсква разработващият екип е проблемът със скачването на двата кораба. Разработен е т.нар. андрогинен скачващ възел, който може да се използва както в активен, така и в пасивен режим. Освен това на кораба „Союз 7K-TM“ е инсталирана нова система слънчеви панели и система за жизнено обезпечаване. Това увеличава летателният ресурс от 3 на 7 дни. Имало е и други по-големи и по-малки промени на системите на кораба. За изстрелване на „Союз 7K-TM“ се използвала по-мощната ракета-носител „Союз-У“ (11A511U), която е създадена за следващото поколение космически кораби „Союз 7K-Т“.

## Полети
За изпълнението на програмата „EПAС“ са построени 6 кораба заводска серия „70“. Плановете са кораб № 71 да лети в автоматичен режим, № 72 и 73 – с екипаж на борда. Другите 3 са ангажирани пряко с полета: за скачване с кораба Аполо е предвиден № 75, № 76 е резервен, а № 74 е втори резервен.
В крайна сметка полетите се осъществяват по следния начин:
- Космос 638 – кораб № 71. Кацането минава по балистична траектория, поради грешна ориентация;

- Космос 672 – кораб № 72. Повторно успешно повторение на автоматичния полет;

- Союз 16 – кораб № 73. Екипаж Анатолий Филипченко и Николай Рукавишников. Успешна генерална репетиция, преминала по програмата на съвместния полет;

- Союз 19 – кораб № 75. Екипаж Алексей Леонов и Валерий Кубасов. Напълно успешен съвместен полет по програмата „ЕПАС“. По същото време на стартовата площадка е подготвен и кораб № 76 с екипаж Н. Рукавишников и А. Филипченко. След успешно проведения полет стартът на кораб № 76 става излишно;

- Союз 22 – кораб № 74. Решено е да се използва по програма „Рейнбоу-1“. За тази цел са демонтирани скачващите му съоръжения и на тяхно място са поствени многоканални цифрови камери, произведени в ГДР. Единствен модификация Союз 7К-МФ6. Изстрелян е през септември 1976 г. с екипаж Валери Биковски и Владимир Аксьонов;

- Кораб № 76 има различна съдба. След като е изправен в готовност за изстрелване през юли 1975 г. на стартовата площадка и не стартира, той е върнат в монтажния корпус на космодрума. Тъй като е зареден с гориво, ресурсът на което е вече изчерпан, той е върнат в НПО „Енергия“ и е разкомплектован. Служи за основа на произведения по-късно кораб № 47 от модификацията „Союз 7К-Т“ (Союз 31), а части от него са в музея на НПО „Енергия“.